# Massacre d'Ezeiza
La Massacre d'Ezeiza, Masacre de Ezeiza, va ser un enfrontament entre organitzacions armades irregulars de la dreta i l'esquerra peronista que va tenir lloc el 20 de juny de 1973, en ocasió del retorn definitiu a l'Argentina de Juan Domingo Perón, després de 18 anys d'exili.

## Context
El 15 de juny de 1973 el president de'Argentina en exercici, Héctor José Cámpora viatjà en visita oficial a Espanya per acompanyar Perón en el seu retorn definitiu. El dictador espanyol Francisco Franco va organitzar un sopar de gala al qual assistí Cámpora però Perón no hi va voler anar. A Buenos Aires es va organitzar la tornada de Perón sobre el pont El Trébol, a 3 km de l'Aeroport d'Ezeiza. Els Montoneros per tal d'impressionar Perón volien fer una gran mobilització. Per la seva banda els sindicalistes de la CGT, també van omplir aquest acte amb els seus partidaris.
El 19 de juny, uns 2.000 integrants del Comando de Organización, una agrupació de la dreta peronista, amb armes, ocuparen l'Hogar Escuela Santa Teresa ubicat a uns 500 metres del pont El Trébol. Homes armats del sector sindical ocuparen també la llotja i els voltants, els seus moviments es coordinaven a través de la xarxa de comunicacions de l'Automóvil Club Argentino. El propòsit d'aquest desplegament era el d'evitar que les agrupacions d'esquerra complisin el seu propòsit d'acaparar les posicions properes a la llotjades d'on Perón parlaria.

## El dia de l'acte
El matí del 20 de juny diverses ambulàncies sortiren del Ministerio de Bienestar Social, carregades amb armes. Els franctiradors es van preparar entre les branques dels arbres i la CNU va ocupar la llotja i van amagar les seves metralladores com si fossin instruments musicals.
Els montoneros també portaven armes curtes.
Les columnes de FAR i Montoneros que s'acostaven a la llotja van ser atacades amb armes de foc.
Una estimació de la premsa considera que hi va haver 13 morts i 365 ferits, però no hi va haver una investigació oficial. Segons Horacio Verbitsky, tres dels morts eren Montoneros.
La massacre va ser premeditada per desplaçar Héctor Cámpora del poder.
La Massacre d'Ezeiza va ser el preludi del que acabaria passant amb la formació de l'Alianza Anticomunista Argentina, organitzada per José López Rega per encàrrec del General Perón.